# كلفن هولي
كلفن هولي (بالإنجليزية: Kelvin Holly)‏ هو موسيقي أمريكي، ولد في 13 سبتمبر 1954.